# Bataille d'Asculum (89 av. J.-C.)
Pour les articles homonymes, voir Bataille d'Ausculum.
Sauf précision contraire, les dates de cet article sont sous-entendues « avant l'ère commune » (AEC), c'est-à-dire « avant Jésus-Christ ».
Guerre sociale
La bataille d’Asculum a opposé en 89 av. J.-C., durant la guerre sociale, Rome à ses anciens alliés italiens. Les Romains, sous le commandement de Cnaeus Pompeius Strabo, ont remporté la victoire sur les rebelles.